# Tautumeitas
Tautumeitas – łotewski zespół muzyczny tworzący muzykę z gatunku folku i world music, założony w 2015 roku. W skład zespołu wchodzą Asnate i Aurēlija Rancāne, Annemarija Moiseja, Laura Līcīte, Gabriēla Zvaigznīte i Kate Slišāne. Reprezentantki Łotwy w 69. Konkursie Piosenki Eurowizji (2025).

## Historia
W 2017 we współpracy z łotewskim zespołem Auļi wydali album Lai māsiņa rotājās!, który w tym samym roku otrzymał nagrodę w kategorii „najlepszy folkowy album” na ceremonii Latvijas Mūzikas ierakstu gada balva. W 2018 zespół wydał swój debiutancki album zatytułowany Tautumeitas.
20 listopada 2024 zespół zakwalifikował się do Supernovy 2025, programu służącego jako preselekcje Łotwy do 69. Konkursu Piosenki Eurowizji. 8 lutego 2025 z utworem „Bur man laimi” grupa zwyciężyła finał eliminacji uzyskując tym samym prawo do reprezentowania Łotwy w Konkursie Piosenki Eurowizji 2025 w Bazylei. 5 marca 2025 zespół zwyciężył łotewskie rozdanie nagród GAMMA. 15 maja wystąpiły w drugim półfinale i awansowały do finału.

## Dyskografia

### Albumy
| Rok  | Dane dot. albumu                                                                                            |
| ---- | --- |
| 2018 | Tautumeitas - Wydany: 2 listopada 2018 - Wytwórnia: ONAIR Studios - Format: CD, digital download, streaming |

### Single
| Rok | Tytuł                            | Najwyższe pozycje na listach | Najwyższe pozycje na listach | Najwyższe pozycje na listach | Najwyższe pozycje na listach | Album                            |
| Rok | Tytuł                            | LAT                          | LAT Air.                     | LAT Dom.                     | LAT Dom. Air.                | Album                            |
| --- | -------------------------------- | ---------------------------- | ---------------------------- | ---------------------------- | ---------------------------- | -------------------------------- |
| 2017 | „Lai māsiņa rotājās” (oraz Auļi) | –                            | X                            | –                            | X                            | Lai māsiņa rotājās!              |
| 2018 | „Sadziedami”                     | –                            | X                            | –                            | X                            | Tautumeitas                      |
| 2018 | „Pāde”                           | –                            | X                            | –                            | X                            | Tautumeitas                      |
| 2018 | „Raganu nakts”                   | –                            | X                            | –                            | X                            | Tautumeitas                      |
| 2021 | „Guli Guli”                      | –                            | X                            | X                            | X                            | Skrejceļš                        |
| 2022 | „Muoseņa” (oraz Renārs Kaupers)  | –                            | –                            | X                            | –                            | Skrejceļš                        |
| 2024 | „Spodrē manu augumiņu”           | –                            | –                            | –                            | –                            | Skrejceļš                        |
| 2024 | „Danco, Jāni”                    | –                            | –                            | –                            | –                            | Zem Saules/Under The Solar Spell |
| 2024 | „Kas dimd”                       | –                            | –                            | –                            | –                            | Zem Saules/Under The Solar Spell |
| 2025 | „Bur man laimi”                  | 18                           | 8                            | 9                            | 1                            | Zem Saules/Under The Solar Spell |
| 2025 | „Mēs Dancosim”                   | –                            | –                            | –                            | –                            | –                                |
| 2025 | „Dīna”                           | –                            | –                            | –                            | –                            | –                                |
| 2025 | „Gan gan”                        | –                            | –                            | –                            | –                            | –                                |
| 2025 | „Tu, lietiņi”                    | –                            | –                            | –                            | –                            | –                                |
| 2025 | „Bēdz, bēdz, Saulīte”            | –                            | –                            | –                            | –                            | –                                |
| 2025 | „Viņsauli daudzinot”             | –                            | –                            | –                            | –                            | –                                |
| 2025 | „Kur tie zilie dūmi kūp”         | –                            | –                            | –                            | –                            | –                                |
| „–” oznacza, że singel nie był notowany na danej liście. „X” oznacza, że lista nie istniała w danym okresie. |                                  |                              |                              |                              |                              |                                  |

### Inne notowane utwory
| Rok  | Tytuł                                 | Najwyższe pozycje na listach | Album |
| Rok  | Tytuł                                 | LAT Dom.                     | Album |
| ---- | ------------------------------------- | ---------------------------- | ----- |
| 2017 | „Gana” (Mesa, gościnnie: Tautumeitas) | 8                            | –     |